# 正义第一
正义第一（西班牙語：Primero Justicia）是委内瑞拉的一个自由主义政党，组织始创于1992年，2000年正式成为政党。

## 历史
其创始人卡普里莱斯于2008年当选米兰达州州长。